# David Wiltse
David Wiltse, né le 6 juin 1940 à Lincoln, dans le Nebraska, aux États-Unis, est un écrivain, un dramaturge et un scénariste américain, auteur de roman policier.

## Biographie
Dramaturge et scénariste, il adapte le roman d'Ira Levin, Les Femmes de Stepford pour un téléfilm réalisé par Robert Fuest, intitulé Revenge of the Stepford Wives.
En 1982, il publie son premier roman, The Wedding Guest. L'année suivante, il fait paraître Le Baiser du serpent (Serpent), histoire d'un tueur en série qui tue des femmes dans les rues de New York. Selon Claude Mesplède, « David Wiltse ne parvient qu'à produire du grand-guignol avec ce cocktail venimeux où se mêlent psychanalyse, procédure policière et religion castratrice. C'est parfois efficace, parfois ridicule, c'est toujours répugnant ». Pour Le Cinquième Ange (The Fifth Angel), paru en 1985, la critique de Michel Lebrun est plus tempérée, « bien qu'il voie tous les artifices de l'auteur, le lecteur se laisse totalement prendre à ce suspense démentiel et vibre à des séquences parfaitement insoutenables ».
En 1991, avec Obsessions (Prayer for the Dead), il commence une série consacrée à John Becker, un ancien agent du FBI et, en 2001, avec Cœur de cible (Heartland), une autre série avec pour héros Billy Tree, un ancien agent des services secrets.

## Œuvre

### Romans

#### SérieJohn Becker
- Prayer for the Dead (1991) Publié en français sous le titre Obsessions, Paris, Presses de la Cité (1994)  (ISBN 2-258-03776-X)
- Close to the Bone (1992) Publié en français sous le titre Terreur noire, Paris, Presses de la Cité (1994)  (ISBN 2-258-03777-8) ; réédition, Paris, Pocket, coll. « Presses-Pocket » no 4470 (1998)  (ISBN 2-266-07040-1)
- The Edge of Sleep (1993)
- Into the Fire (1994)
- Bone Deep (1995) Publié en français sous le titre Terreur blanche, Paris, Presses de la Cité (1998)  (ISBN 2-258-04481-2) ; réédition, Paris, Pocket, coll. « Presses-Pocket » no 10550 (2000)  (ISBN 2-266-08779-7)
- Blown Away (1996)

#### SérieBilly Tree
- Heartland (2001) Publié en français sous le titre Cœur de cible, Paris, Presses de la Cité (2002)  (ISBN 2-258-05775-2) ; réédition, Paris, Pocket, coll. « Presses-Pocket » no 11791 (2005)  (ISBN 2-266-12821-3)
- The Hangman's Knot (2002) Publié en français sous le titre La Marque du pendu, Paris, Presses de la Cité, coll. « Sang d'encre » (2003)  (ISBN 2-258-06162-8)

#### Autres romans
- The Wedding Guest (1982)
- Serpent (1983) Publié en français sous le titre Le Baiser du serpent, Paris, Presses de la Cité, coll. « Paniques » (1984)  (ISBN 2-258-01460-3) ; réédition, Paris, LGF, coll. « Le Livre de poche » no 7513 (1987)  (ISBN 2-253-04100-9)
- The Assassin (1984)
- The Fifth Angel (1985) Publié en français sous le titre Le Cinquième Ange, Paris, Presses de la Cité, coll. « Paniques » (1985)  (ISBN 2-258-01720-3) ; réédition, Paris, J'ai lu no 2876 (1990)  (ISBN 2-277-22876-1)
- Home Again (1986)
- Doubles (1986)

### Pièces de théâtre
- Suggs (1972)
- A Grand Romance (1998)
- Temporary Help (2000)
- The Good German (2004)
- Dance Lesson (2004)

## Filmographie

### Scénarios pour le cinéma
- 1973 : Hurry Up, or I'll Be 30 (en), film américain réalisé par Joseph Jacoby
- 1991 : Doubles, film canadien réalisé par Joseph Adler (en)
- 1994 : The Ascent, film américano-canadien réalisé par Donald Shebib

### Scénarios pour la télévision
- 1974 : Nightmare, téléfilm américain réalisé par William Hale
- 1980 : Revenge of the Stepford Wives, téléfilm américain réalisé par Robert Fuest, adaptation du roman Les Femmes de Stepford (The Stepford Wives) de Ira Levin

## Sources
: document utilisé comme source pour la rédaction de cet article.
- Claude Mesplède (dir.), Dictionnaire des littératures policières, vol. 2 : J - Z, Nantes, Joseph K, coll. « Temps noir », 2007, 1086 p. (ISBN 978-2-910-68645-1, OCLC 315873361), p. 1037-1038.